# 緑

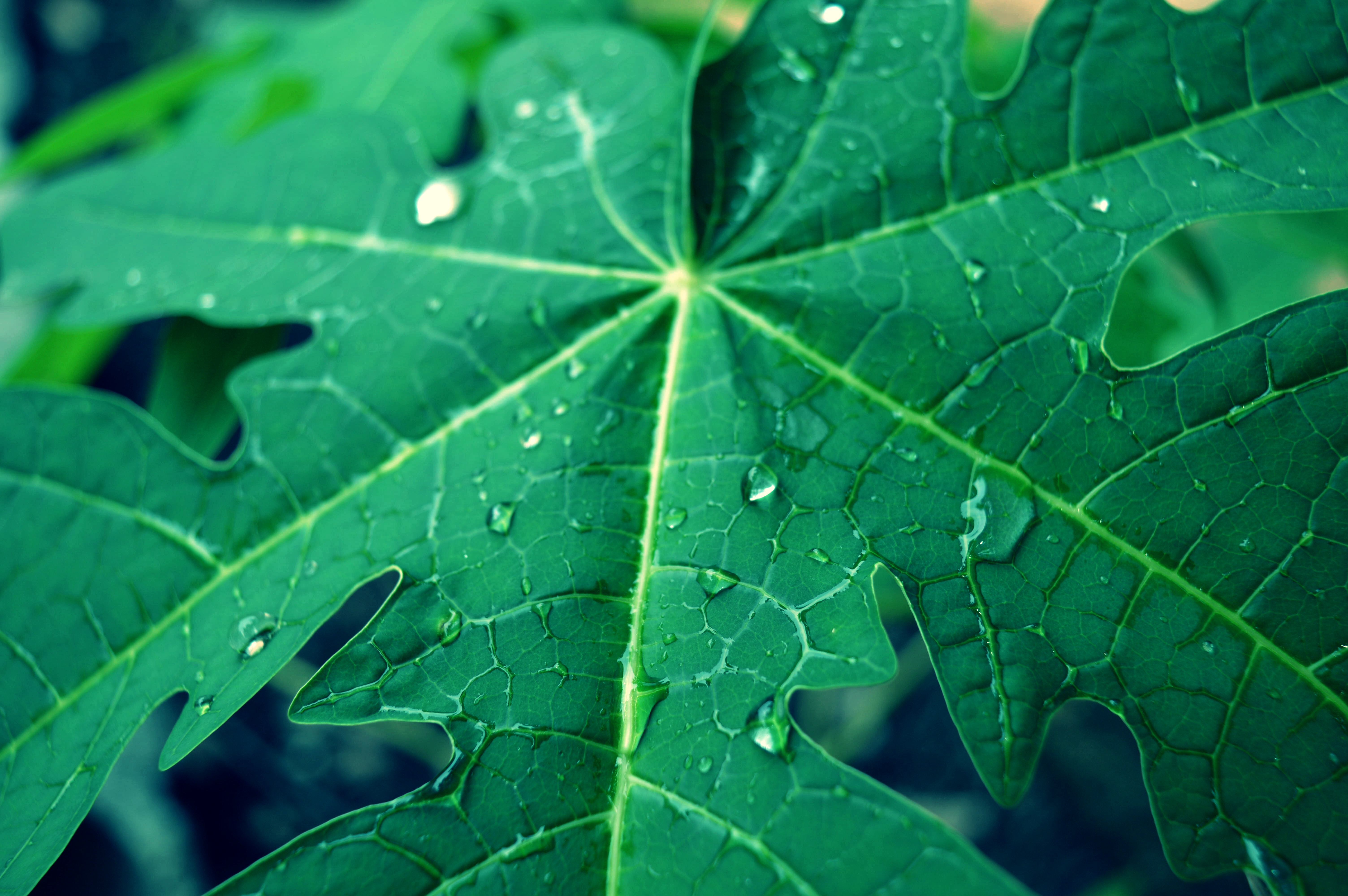
緑色の葉

緑（みどり、綠）またはグリーン。（英語: green）は、可視光のスペクトル色の黄色と青緑の間にある色。500-570 nm の波長がおよそ緑の色相である。植物の葉のような色。緑色（リョクショク、みどりいろ）は同義語。
緑は、光の三原色の一つである。RGBカラーモデルでは原色であり、CMYKカラーモデルではシアンとイエローの混色によってつくられる。緑はエヴァルト・ヘリングが提唱した反対色説におけるユニーク色相のひとつでもあり、心理四原色（赤・黄・緑・青）のひとつでもある。なお、緑は赤の補色であるとされる。
緑は（緑色の、特に新緑のころの）草・木、新芽・若葉、植物一般、転じて森林、自然などを指す語としても用いられる。
また、緑は寒暖のどちらにも感じられる色であり、中性色に分類される。

## 緑という色名
緑に相当する色はかなり広範に及ぶ色の総称であるが、それぞれの色には多く「柳色」や「モスグリーン」などの固有の色名が付いている。より黄色に近い色は黄緑として、より青に近い色は青緑として総称されることも多い。英語のグリーン (green) をはじめ欧米人が感じる対応する色名は、日本人にとっての緑よりも明るく鮮やかな色である傾向がある。緑はまた漢字で碧や翠とも表記されるが、この場合やや青みの強い色を表すことが多く、比較的藍緑色に近い色合いである。翠は本来、カワセミの羽根の色を指す名前である。詩的な、あるいは文語的な表現として、海の深く青い色や艶やかな黒髪の色を表すのに「緑」を使うことがある。

### 語源
「みどり」という語が登場するのは平安時代になってからであるが、これは本来「瑞々しさ」を表す意味（現在でも「みどりの黒髪」「嬰児（みどりご）」などの用法が残っている）であったらしい。それが転じて新芽の色を示すようになったと言われる。英語のグリーンも「草」 (grass) や「育つ」 (grow) と語源を同じくすると言われ、いずれにしても新鮮さのイメージを喚起する色である。

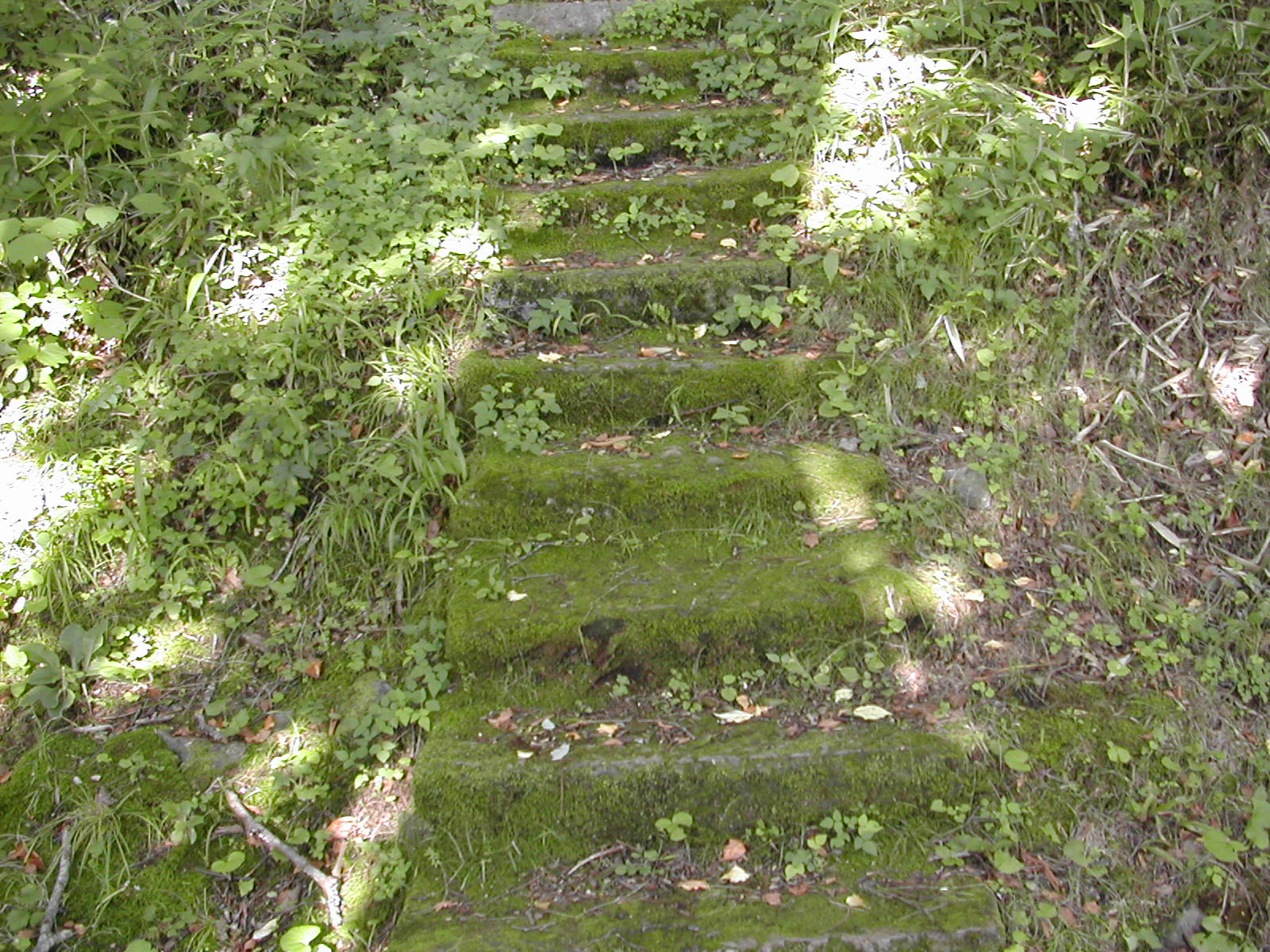
苔むした石段
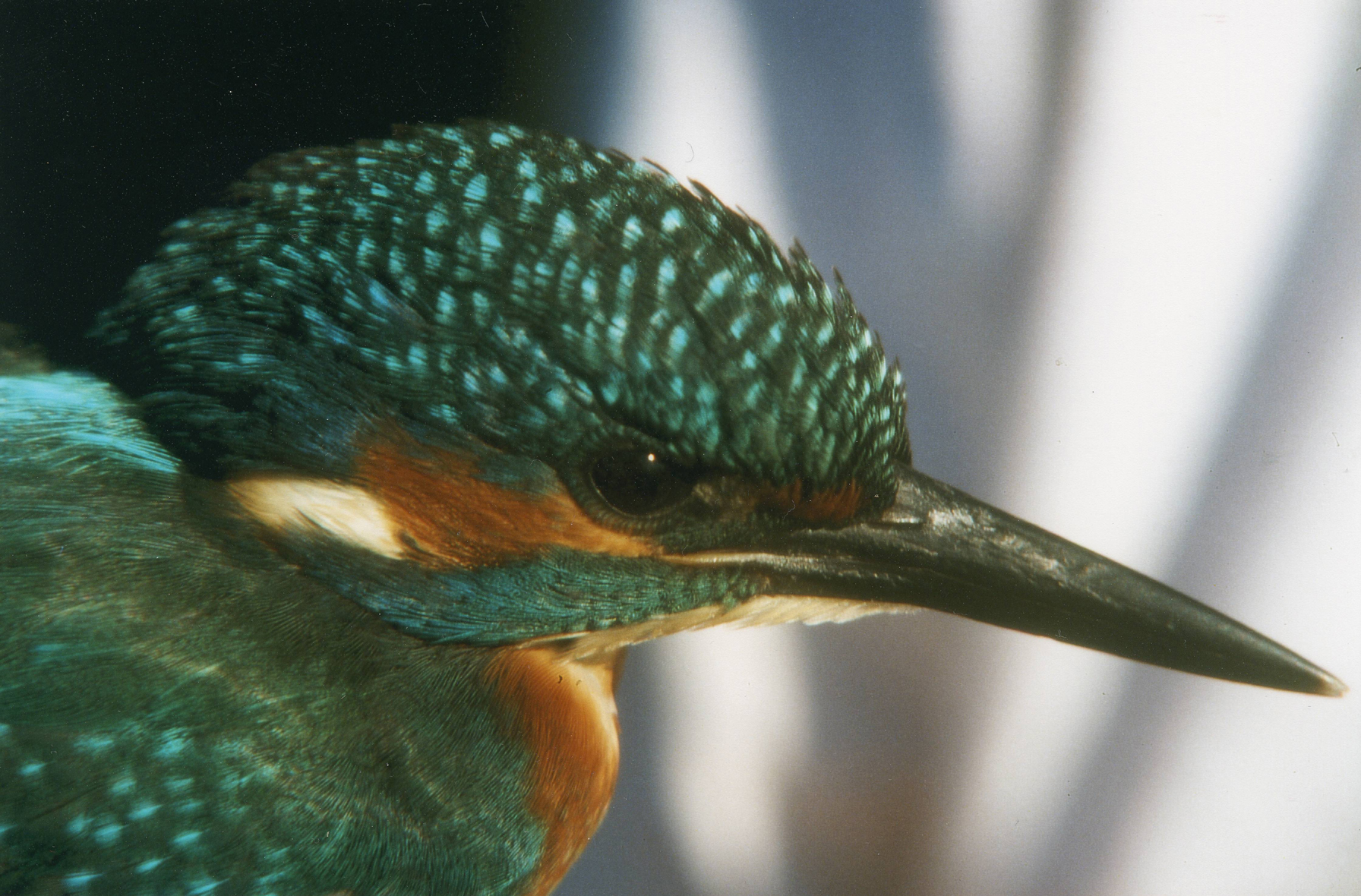
カワセミの羽根

## 光源色としての緑
緑 (green) は光の三原色のひとつである。ウェブブラウザ等で green と名前で指定もできるが、その色はRGBで #008000 であり純色ではない。純色（原色）の緑の名前は lime で、そちらであれば #00FF00 となる。具体的には「明るい緑」に近い色として感じられる色が表示される。
緑の光源は、色合いとしては日常的に目にする緑色よりも明るく鮮やかに感じられる。

光の三原色。中心（或は上）の円が緑（グリーン）

## JIS規格としての緑
日本産業規格 (JIS) の規格では、緑およびグリーンがそれぞれ定義されている。この両者の色は、微妙に異なる色として定義されている。

## 色彩科学における緑
国際照明委員会 (CIE) はCIE1931RGB表色系において、546.1 nm の波長の単色光を緑 (G) の原刺激と定めた。ただし、原刺激の種類は等色実験において研究者が自由に定めることができるものであり、必ずしも人々がもっとも赤、緑、青に感じる色光を選択してはいない点に注意が必要である。G（緑）の原刺激 546.1 nmとB（青)の原刺激 435.8 nm は、1931年当時すでに普及していた水銀灯の出す2波長であり、分離して入手しやすい明るい光であるという理由で選択されたにすぎない。

## 緑の色料
天然に大量に存在する緑色は葉緑素で、化学的にはポルフィリン構造（ポルフィリン環）と呼ばれる特殊な有機構造を持つ分子の中心に金属元素（マグネシウム）を配位している。よく似た構造の鮮明な緑色顔料としてはフタロシアニングリーンがある。着色材料用途のポルフィリン系以外のピロール系化合物としてはジケトピロロピロールがあり、橙色から赤にかけての重要な顔料である。
古くから顔料として使われたのは孔雀石の粉末で、銅の錆（緑青）と同じく塩基性炭酸銅を主成分とする。無機顔料では有害性の低いビリジアン、酸化クロム（酸化クロム緑）がよく使われる。ピーコックと呼ばれるセラミック顔料も緑色無機顔料である。

### 緑色無機顔料

#### 緑土
緑土は海緑石と灰緑石からなる。これら鉱物は水酸化鉄、水酸化マグネシウム、硅酸アルミニウム、カリウムなどからなる。硅酸錯塩と同様緑土の組成は様々である。色合いは鈍い黄緑色から淡緑灰色のものまで様々ある。このように発色する原因は2価の鉄（第一鉄）にあるが、大半の鉄は3価の鉄（第二鉄）として存在している。緑土は透明性が高く、着色力は強くない。イタリアの画家が好んでテンペラにおいて下層に用いた。太古よりヨーロッパで使用されてきた顔料で、比較的広範囲において産出するが、良質の顔料用途になるものの産地は限られる。

#### 銅系緑色顔料

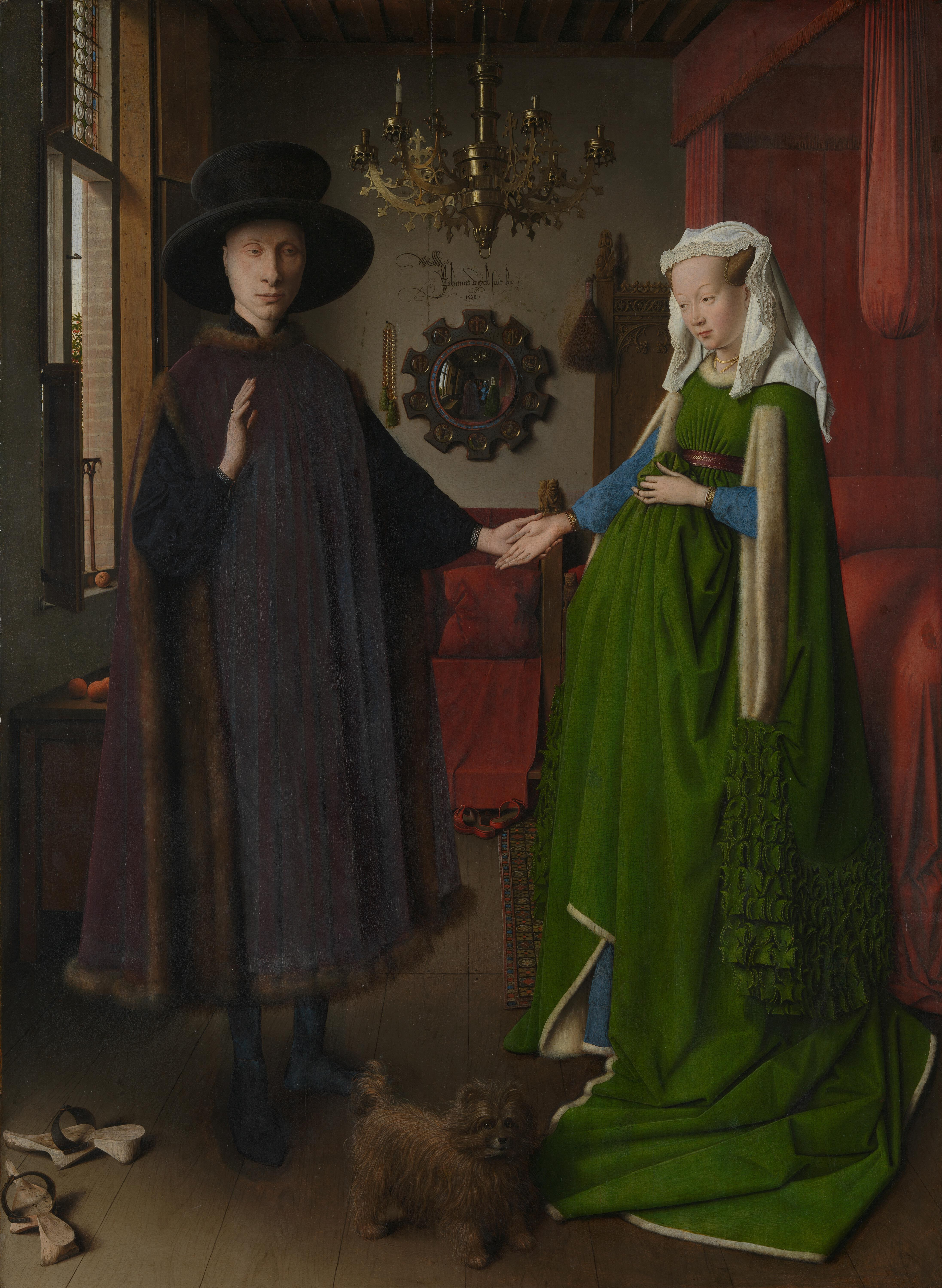
ヤン・ファン・エイクによる緑の解釈（アルノルフィーニ夫妻像、1434年）

岩緑青 Mountain Green
岩緑青・マウンテン グリーンはマラカイト (Malachite)、つまり天然の塩基性炭酸銅で、組成式は Cu2(CO3)(OH)2 で、世界中に産する孔雀石の粉末である。最も古くから知られた鮮明な緑色顔料であると考えられている。今日では使用頻度は高くないが、日本画ではいまだ重要な位置にある。岩緑青の古名は青丹（物理的に青色と丹色の物質を混合すると緑青色になるが、そういう意味ではない）。
ベルデグリ Verdigris
ベルデグリは二塩基性酢酸銅である。酢酸臭を伴う緑青色の粉末である。中心製造地は、かつてフランス南部のモンペリエ周辺にあった。銅系顔料の内では反応性が高く、水に一部溶解し、酸には溶解する。加熱すると分解してCuO酸化銅が残る。硫黄を含む顔料と反応すると黒変する。アントワーヌ・ヴァトーは硫黄系顔料であるウルトラマリンと混合して用いたようであるが、色合いを鮮明なまま残しているというように、この理屈に反する事例も知られている。D.V.トンプソンはイタリア初期風景画において愛用された顔料であるが黒変した事例が数多いとしている。ファンエイクグリーン (Van Eyck Green) と強い関係がある。場合によっては炭酸銅、銅、黄銅、青銅から出来る青若しくは緑の錆を指す。Colour Index Generic Name, Pigment Green 20。
ファンエイクグリーン Van Eyck Green

13世紀から14世紀末にかけて、装飾写本にしばしば見受けられる特徴的な緑がある。それは、油を含んでいるような外観を呈し、顕微鏡で観察しても銅塩の結晶は見えないが、銅を含んでいる。断面や脆弱性から、バインダーが樹脂質であると判断される。希塩酸には溶解する。これを研究したA.P.ローリーはこれをファン エイク グリーンと呼んだ。ファン エイクの作品の多くで使用されている。テオドール・ド・マイエルヌの文献がこれを記述した最古のものとして知られる。銅塩と純粋なバルサムとで絵具を作ると青緑色になるので、これより黄味の、暖かみのある緑は、ケルシトロンレーキ、サフラン、ガンボージなどを添加することによって顕色したとの説をローリーは提出している。この色は、樹脂系バインダーの保護力が高いために保存状態の良いものが多い。

シェーレ緑 Sheele's Green
シェーレ緑は酸性亜ヒ酸銅で、組成式は CuHAsO3 で、1778年、カール・ヴィルヘルム・シェーレが初めて合成した、合成緑色顔料の嚆矢である。品質はそれ程高くなかったので、これに続くエメラルド緑に直ちに取って代わられる。硫黄や硫化物、鉛に触れると黒変し、酸では分解する。黄緑色を呈するがすぐさま褪色現象が現れる。毒性は極めて高い。18世紀から19世紀初頭には絵画にも使用されたとされている。Colour Index Generic Name, Pigment Green 22。
エメラルド緑 Emerald Green
エメラルド緑はアセト亜ヒ酸銅で、組成式は Cu(C2H3O2)3⋅Cu(AsO2)2 で、1814年にドイツのシュヴァインフルトで初めて合成された。かなり鮮明な緑色無機顔料で、亜鉛緑ともコバルトクロム緑とも全く異なる。硫黄を含む空気や物質で黒変する。酸や温アルカリで分解される。毒性が高いことから、パリグリーンと呼ばれ殺虫剤に使用された。油性の媒材 (Binder) で用いた場合の耐久性は高い。絵画における使用例は少なく、ド ヴェルトの報告では1例のみである。中国の古銅器の緑青のイミテーションとしての使用がある。Colour Index Generic Name, Pigment Green 21。

#### コバルト系緑色顔料
亜鉛緑/コバルト緑 Zinc Green / Cobalt Green
亜鉛緑・コバルト緑は亜鉛とコバルトの酸化物固溶体。1780年にドイツ人のリンマンによって発見された。A.P.ローリーによれば、最初に文献に登場するのは1835年である。コバルトの亜鉛に対する比率は僅かであり、コバルトと亜鉛の比率を多少変えても色合いは殆ど変化しない。耐光性が高く、濃酸には侵されるがアルカリには侵されない。加えて、かなりの高温でも影響を受けない。しかしながら、不透明な無機顔料としては透明性が高く、彩度もそれほど高くないのに高価であるため、美術家には喜ばれていない。マグネシウムを添加したものは暗緑色であり、そうでないものは淡い青緑色になる。Colour Index Generic Name, Pigment Green 19。
チタンコバルト緑 Cobalt Titanate Green
チタンとコバルトの酸化物固溶体。亜鉛やニッケルが加えられて製品化されたものも多く流通している。Colour Index Generic Name, Pigment Green 50。
コバルトクロム緑 Cobalt Chromium Green
コバルトとクロムとアルミニウムの酸化物固溶体。堅牢性は極めて高く、絵画技法をはじめ、耐熱性を要求される分野、例えば窯業に至る広い用途を持っている。Colour Index Generic Name, Pigment Green 26。類縁の顔料にコバルトクロム青がある。これはクロム含有量が少ないコバルトクロム緑である。

#### クロム系緑色顔料
酸化クロム緑 Chromium Oxide Green
酸化クロム緑は酸化クロムで、組成式は Cr2O3。最も安定した緑色顔料である。不透明で、硬度が高い。ヴォークランは1809年に陶器の釉薬への使用を提出している。美術家用絵具に採用されたのは1862年頃である。Colour Index Generic Name, Pigment Green 17。Chromium Oxide Green Brilliant は後述の含水酸化クロムを指す。
ビリジアン Viridian
ビリジアンは含水酸化クロムで、組成式は Cr2O3⋅2H2O で表す場合がある。含水量は約40%。ヨーロッパで製造されている伝統的なやや不透明で明るいエメラルドグリーンを呈するもの、これより不透明だが不鮮明なもの、透明性が高く色感に乏しいものなど、様々ある。1838年にフランス人のパンヌティエが発見したが、1859年にギネーが特許を公告させ普及した。このため、ギネーの緑とも呼ばれる。鮮明な青味のある緑を呈する、耐光性の高い顔料である。Colour Index Generic Name, Pigment Green 18。

### 緑色有機顔料
レーキ顔料でない純然たる有機顔料で、緑色のものの種類はそれほど豊富ではない。フタロシアニンの普及に伴い、緑色顔料の生産は大きく変化したと言える。

#### フタロシアニン

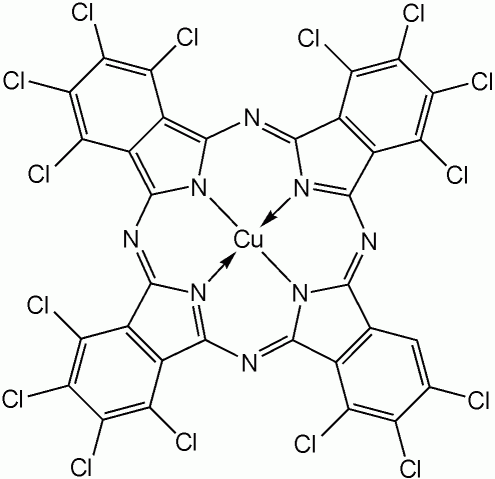
フタロシアニングリーンG

葉緑素に似た化学構造を持つフタロシアニンは1933年、ICI（インペリアル ケミカル インダストリーズ）社のリンステッドたちがフタロシアニンと命名、1935年に工業化され、モナストラルブルーの名で商品顔料になった。アメリカでは、1936年に別の名で取引が始まる。鮮明で着色力が非常に強く、プロシア青の倍程の着色力がある。フタロシアニン緑はフタロシアニン青に続いて開発され、塩素化銅フタロシアニンは1838年に商品化された。Colour Index Generic Name には Pigment Green 7、臭素化塩素化フタロシアニンの Pigment Green 36、臭素化塩素化亜鉛フタロシアニンの Pigment Green 58 が記載されている。液晶テレビを含む液晶ディスプレイのカラーフィルタの緑には、構成要素として Pigment Green 36 が使われている。
緑のほかに、緑青・ターコイズを呈する無金属フタロシアニン、鮮明な緑気味の青であるフタロシアニン青がある。いずれも化学的に安定な構造で、比較的安価に大量生産されている。

#### ペリレン

ペリレンテトラカルボン酸二無水物
Pigment Red 224

ペリレン顔料は、ペリレンテトラカルボン酸二無水物の六員環を構成している酸素原子2個を脱落させた構造を有する顔料である。赤から紫、そして、緑（但し黒い緑）といった幅広い色相を持つ顔料グループであり、一般に着色力、堅牢性に優れる。緑色のペリレン顔料である Pigment Black 31 は、緑味を呈する黒色顔料であるが、色相は濃度やバインダーなどの条件により相違する。

### 緑色染料および緑色レーキ顔料
緑色の染料およびレーキ顔料についてはここで述べる。顔料の世界では、アゾメチンの前駆体、特にイミンを構造中に有する顔料をアゾメチン顔料と称する。
クロウメモドキ科の熟成した液果から抽出することが可能な緑色成分があり、これが本来の「サップグリーン」である。サップグリーンは、今日では専ら名称として残る。色素としてラムネチンやエモジンを含んでいる。

#### アントラキノン

エモジン

アントラキノン

前述のように、クロウメモドキ科の熟成した液果から抽出可能な成分のエモジンは、アントラキノン染料に数えられる。

#### フラボン

ラムネチン

フラボン

前述のように、クロウメモドキ科の熟成した液果から抽出可能な成分のラムネチンは、フラボン染料に数えられる。

#### アゾメチン

ナフトールグリーン

アゾメチン系の緑色顔料としては、緑色のニトロソ染料のナフトールグリーンBのレーキ顔料 (Pigment Green 8) がある。印象的な深い緑を呈する。堅牢であるが、耐水性にやや劣るところがある。

マラカイトグリーン

マラカイトグリーンは、カルボニウム系の塩基性染料である。このレーキは、安価な水性絵具などにも用いられる。

### 複合による緑色
現在使われている緑は、黄と青の物質を混合したものや併用したもの、黄と青緑の物質を混合したものや併用したものが多い。例としてカドミウム黄とウルトラマリンブルー、フタロシアニン緑、若しくはビリジアンの混合物であるカドミウムグリーン、かつて代表的だった例として黄鉛と紺青の混合物であるクロムグリーンがある。
これらは顔料を混合しただけのものを用いるものあれば、共沈顔料と呼ばれる、複数の顔料を組み合わせた顔料を用いる場合もある。

## 緑に関する事項

### 緑をさす「青」

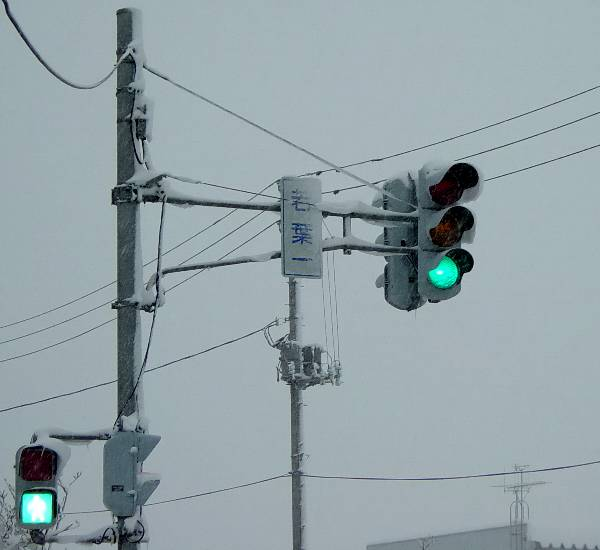
青信号

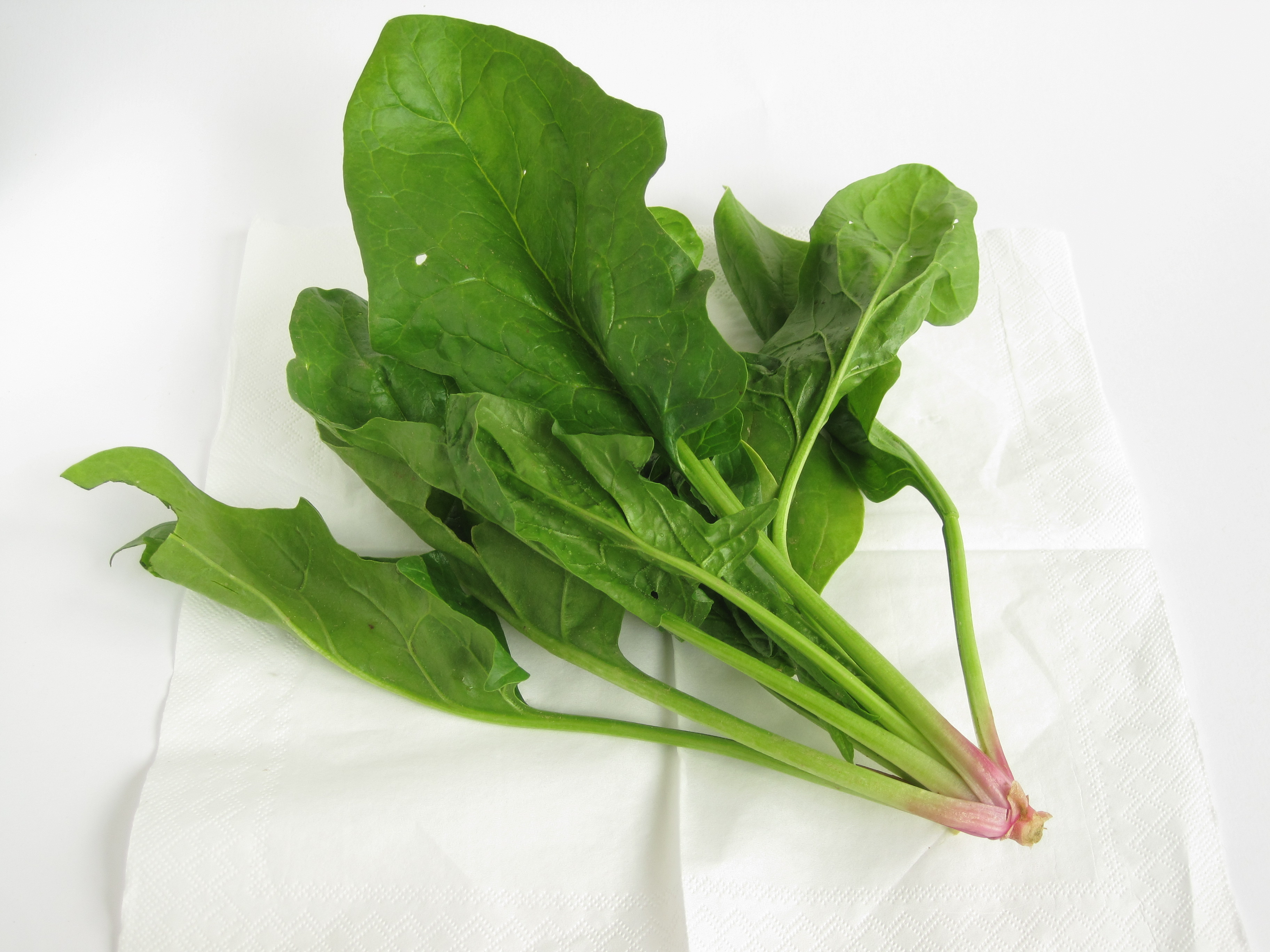
青野菜の一例（ほうれん草）

古代日本語の固有の色名は、アカ・クロ・シロ・アヲの四語のみだったとの説が存在する。緑が色名として明確に扱われてこなかったため、現在緑色と言われる色そのものは日本語では「青」によって表現されてきた。例えば、
- 「青々とした葉っぱ」「青野菜」など。
- 「青信号」： 本来、「進んで好い」を意味する信号灯は緑色である。現在では青緑色が増えているが、旧い信号機では純粋な緑色や黄緑色が使われることもある。船舶の右舷および航空機の右主翼先端に付いている緑色の灯火（航行灯）も、青信号と同じような意味合いを持つが、こちらは「緑灯」と呼ばれている[5]。
- 「青二才」など：おそらく[独自研究?]果実の熟し具合からの転用で、「幼い」「若い」「未熟である」ことを英語では "green", スペイン語やポルトガル語でも "verde" と緑色を指す語で表しているが、日本では「青い」という。
- 「青竜」：東方を司る四神。青は緑色を指す説もある。

少なくとも過去において緑色と青色を明確に切り分けなかった言語は日本語に限らず非常に多く、東アジアの漢字文化圏、東南アジア、インド、アフリカ、マヤ語などの中南米の言語にみられる。緑色 (green) と青色 (blue) とを分節しない語彙を表すため、しばしば言語学者はグルー (grue) という語を使用しており、こうした言語はグルー言語とも呼ばれる。さらに、このような言語では黒色とも区別されず、いわば「暗い色」として表されることがあり、これは特に赤道直下の言語に多い。
言語ごとの色の分節の食い違いは、最も一般的には色の分け方に物理学的な根拠がなく、ソシュール言語学が主張するように最終的にはそれが文化によって分節されていることによる。しかし、グルー言語が熱帯をはじめ比較的温暖な地域に多いことから、これは野外活動により浴びる紫外線から網膜を保護するために加齢とともに水晶体が黄変して、青色のような短波長の感度が低下し、実際に区別が困難になるためであるとする学説もある (lens-brunescence hypothesis)。現代でも高齢者は白内障による視界の黄変化により白と黄色、青と黒、緑と青などの区別が困難となる。

### 手術用敷布が緑である理由
医療機関では、手術の際に緑色もしくは青色の手術着や敷布を使用する。血の赤色を長時間凝視し続けると補色残像という色の錯覚を引き起こし、赤の補色である青緑色の残像が視界全体に生じて手術の妨げになるため、赤の補色を多用することで補色残像の影響を緩和する効果を利用している。

## 近似色
- ライムグリーン
- 黄緑
- 青緑
- 萌黄色、萌葱色
- 浅葱色